# 科洛克沙农村居民点
科洛克沙农村居民点（俄语：Колокшанское сельское поселение）是俄罗斯联邦弗拉基米尔州索宾卡区所属的一个农村居民点。其下辖有15个居民点，行政中心为科洛克沙。据2016年统计，该农村居民点的人口为1463人。